# 北大路家
北大路家（日语：／ Kitaooji-ke）是屬於藤原北家閑院流阿野家的庶流，為華族中的男爵家，被稱為「奈良華族」之一。

## 歷史
北大路家的家祖為阿野家當主阿野公誠在江戶時代後期至明治初期的兒子北大路季敏。季敏最初被送入奈良興福寺，成為東北院住持，但在明治維新時奉勅命還俗，於明治2年（1869年）被賜予堂上格，建立一家，並以北大路為家號。經歷北大路實慎後，北大路公久成為其養子。隨著明治17年（1884年）7月7日《華族令》的施行，華族制度改為五爵制，次日公久被授予男爵。
公久的兒子北大路實信及其孫北大路信明先後當選為貴族院男爵議員並履職。在信明的時代，北大路男爵家的宅邸位於東京市淀橋區西大久保。

## 備註
1. 1 2  小田部雄次 2006，第340頁.
2. 1 2 3 4 5  華族大鑑刊行会 1990，第635頁.